# Position du missionnaire

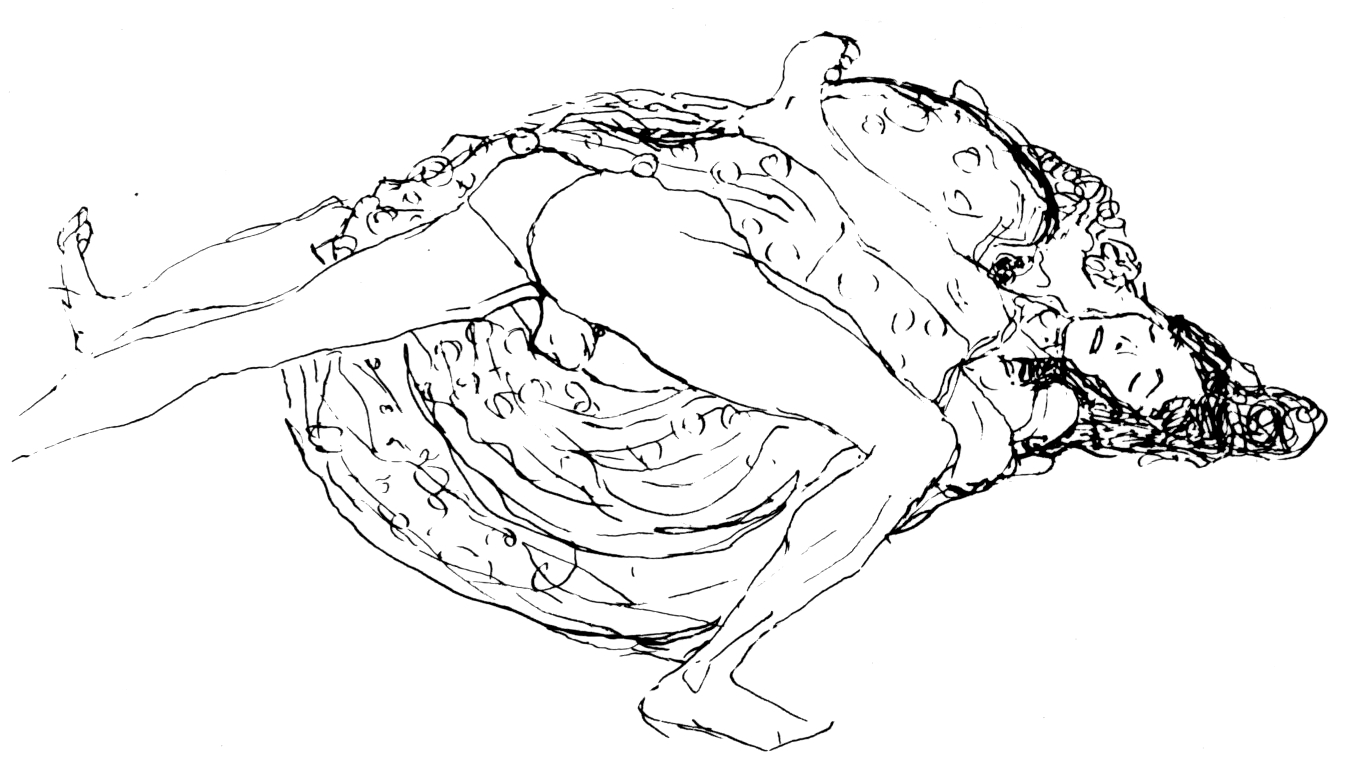
Les Missionnaires de Gustav Klimt.

La position du missionnaire est une position sexuelle dans laquelle l’un des deux partenaires — généralement la femme — est couché sur le dos, jambes légèrement écartées, tandis que l'autre s'allonge sur elle ou légèrement à côté d'elle (ou de lui).
François Rabelais et William Shakespeare y font référence en parlant de « faire la bête à deux dos ».

## Origine de l'expression
Une légende assez couramment répandue voudrait que cette appellation vienne des missionnaires chrétiens qui l'auraient préconisée à leurs catéchumènes et nouveaux convertis comme la seule convenable en matière de relations sexuelles. À l'origine de cette expression, Alfred Kinsey qui avait fait dans un de ses célèbres rapports de 1948 une série d'interprétations erronées de documents historiques,.
Avant le rapport Kinsey, cette position était connue sous différents noms comme la « position de papa-maman » ou la « position anglo-américaine ».
En 1948, Kinsey publie le premier volume, celui qui concerne la sexualité masculine, de ce qu'on appellera couramment les rapports Kinsey. Il y expose la préférence américaine pour la position qu'il appelle la « position anglo-américaine ». À propos de l'ouvrage de l'anthropologue polonais Bronisław Malinowski La Vie sexuelle des sauvages du nord-ouest de la Mélanésie, Kinsey écrit : « Il convient de rappeler que Malinowski (1929) observe l'usage presque universel d'une position totalement différente chez les habitants des îles Trobriand […] et qu'autour des feux de camp, ceux-ci raffolent des anecdotes sur la position anglo-américaine dont ils parlent comme de la « position du missionnaire ». »

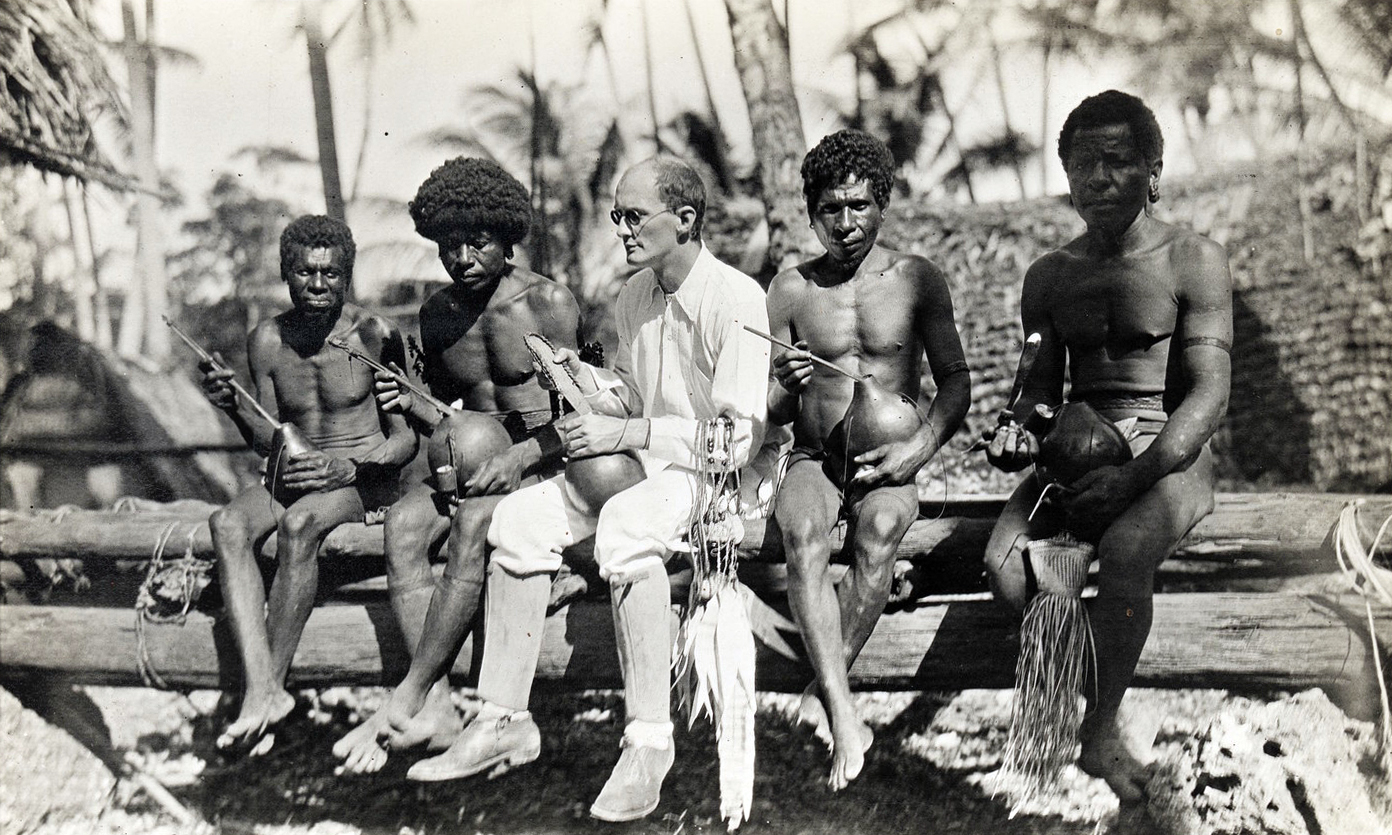
Bronisław Malinowski aux îles Trobriand en 1917-1918.

En 2001, selon Robert Priest, les lexicographes et les sexologues n'ont pas trouvé d'occurrence de l'expression « position du missionnaire » antérieure à Kinsey. Priest conclut que Kinsey a, à son insu, créé une confusion entre plusieurs facteurs : tout d'abord, d'après Malinowski, les habitants des îles Trobriand pratiquent ces soirées de chansons et de moqueries au clair de lune et non pas autour d'un feu de camp. Dans son « rapport », Kinsey écrit que les Trobriandais s'esclaffent en évoquant le face-à-face, homme dessus et femme dessous pendant le coït, mais il ne donne pas le contexte. Il écrit également que la position était enseignée par les négociants blancs, les planteurs ou les fonctionnaires, mais il ne cite pas les missionnaires. Kinsey rappelle par ailleurs qu'au Moyen Âge, l'Église catholique recommandait cette position, supposant que les missionnaires faisaient de même.
En fait, Malinowski écrit qu'il a vu un couple de fiancés tobriandais se tenir la main et se pencher l'un contre l'autre, et que les locaux appelaient ça « misinari si bubunela », c'est-à-dire, « à la façon des missionnaires ». En combinant malencontreusement ces différents faits, Kinsey invente un néologisme tout en croyant reprendre une expression ancienne.
Finalement, l'histoire sur l'origine de l'expression a été si répétée qu'elle est devenue largement acceptée, et l'histoire de son élaboration par Kinsey déformant un passage de Malinowski a été oubliée.
Les sexologues anglo-saxons ont commencé à utiliser cette expression pour désigner la position sexuelle à la fin des années 1960, et la « missionary position » a remplacé progressivement les anciennes appellations dans la langue anglaise.
Au cours des années 1990, cette expression s'est étendue à d'autres langues : « Missionarsstellung » en allemand, « postura del misionero » en espagnol et « position du missionnaire » en français.

## La position en fonction des orientations sexuelles

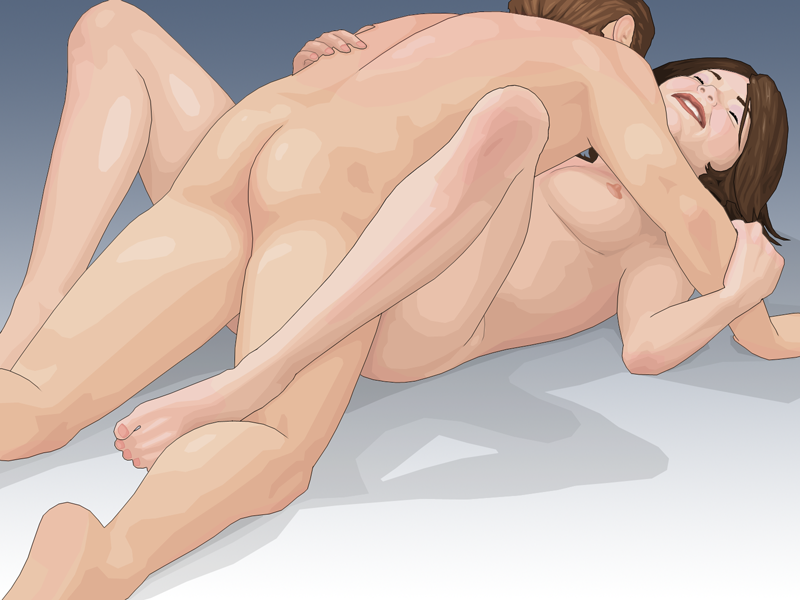
Couple hétérosexuel dans la position du missionnaire avec pénétration vaginale.
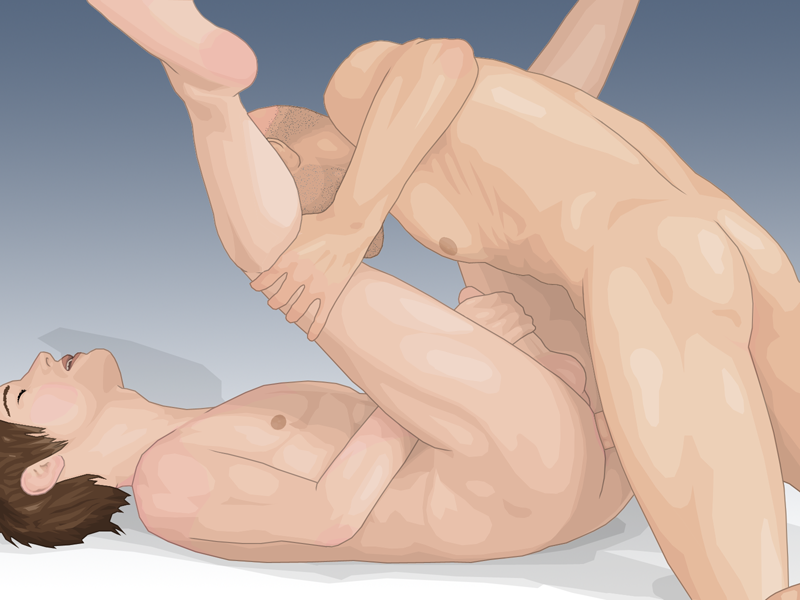
Couple gay dans la position du missionnaire avec pénétration anale.
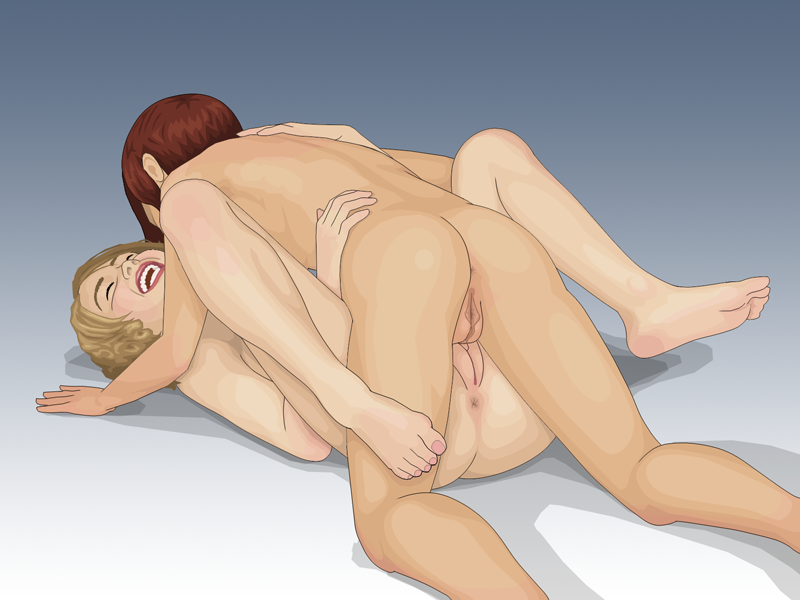
Couple lesbien dans la position du missionnaire.

## Galerie

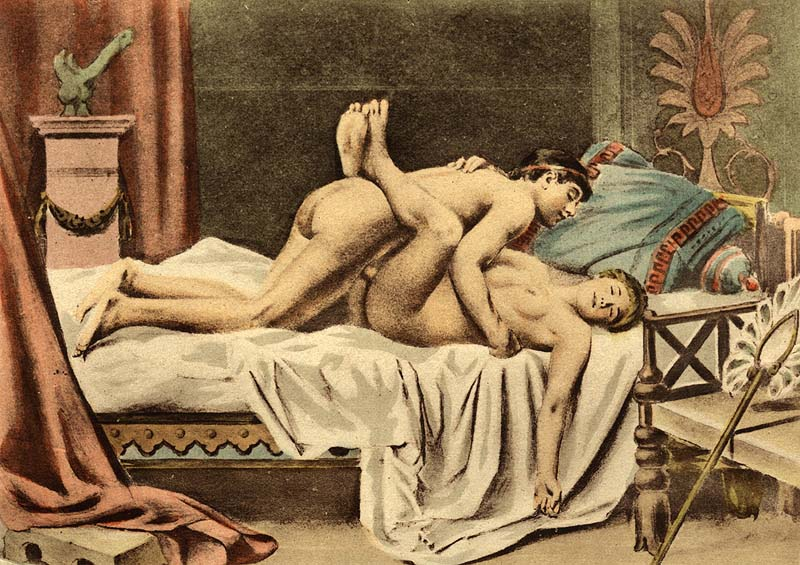
Illustration de Paul Avril.
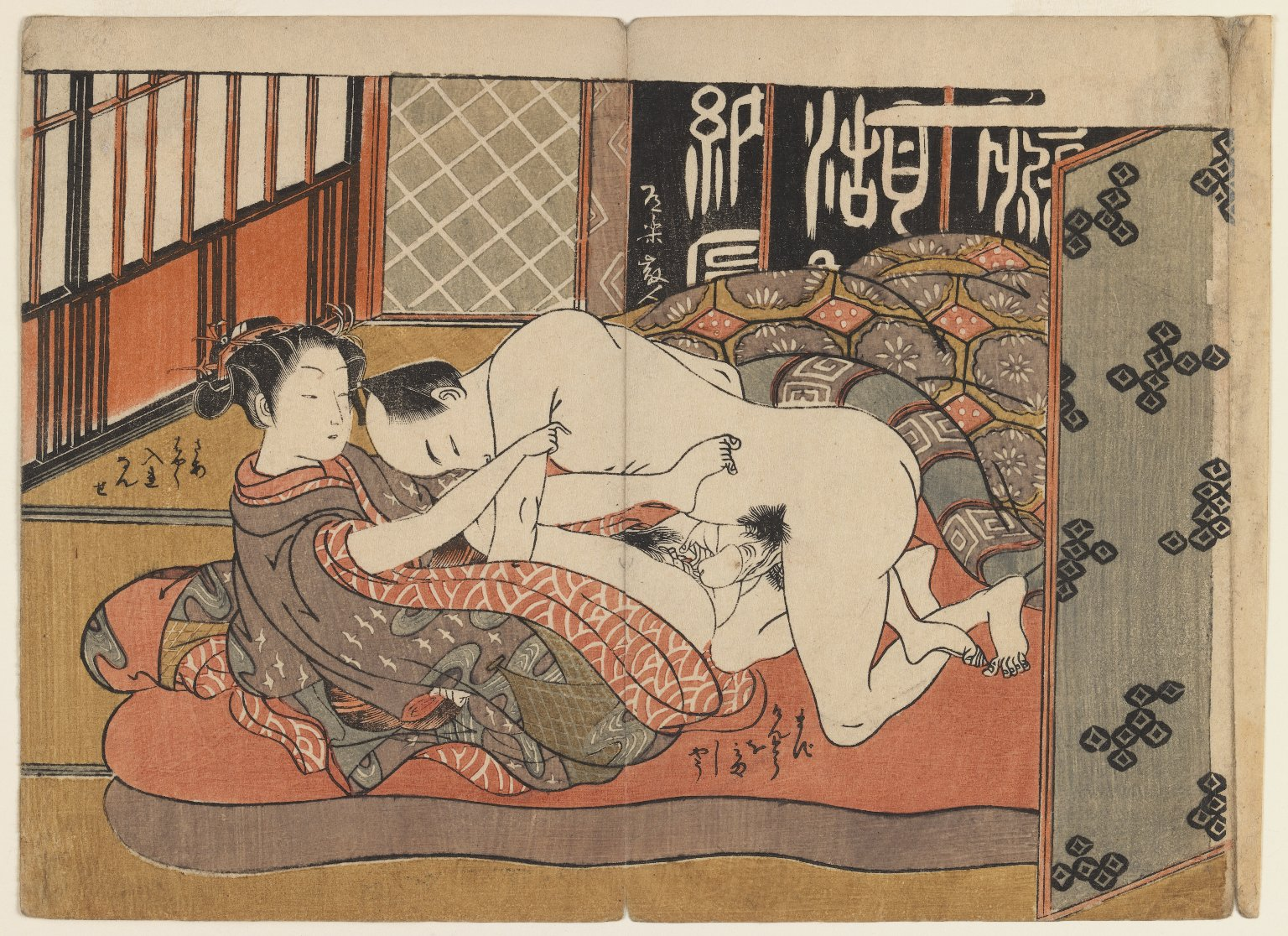
Une peinture japonaise d'Isoda Koryusai montre la position du missionnaire.
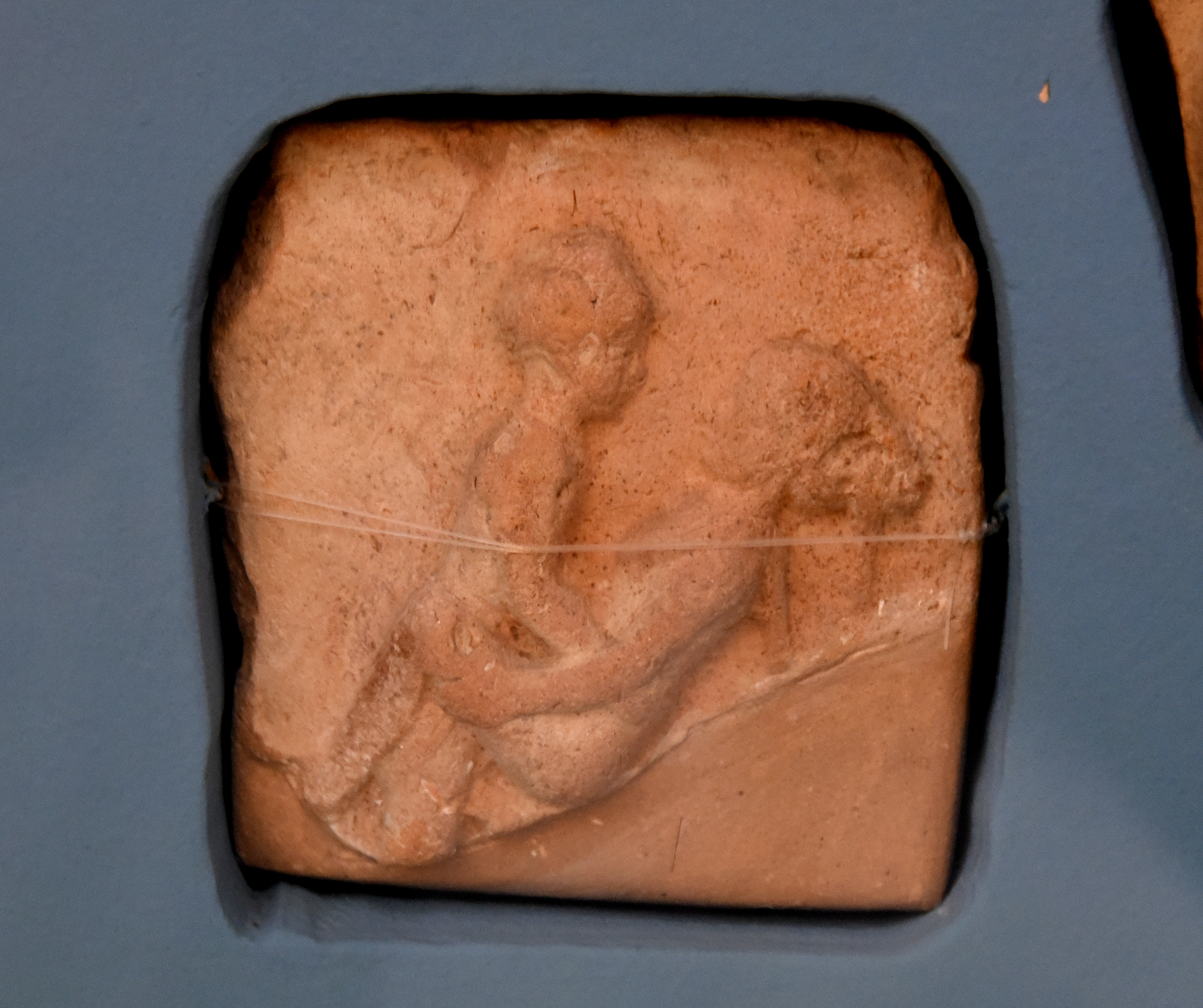
Représentation du missionnaire durant la période paléo-babylonienne.
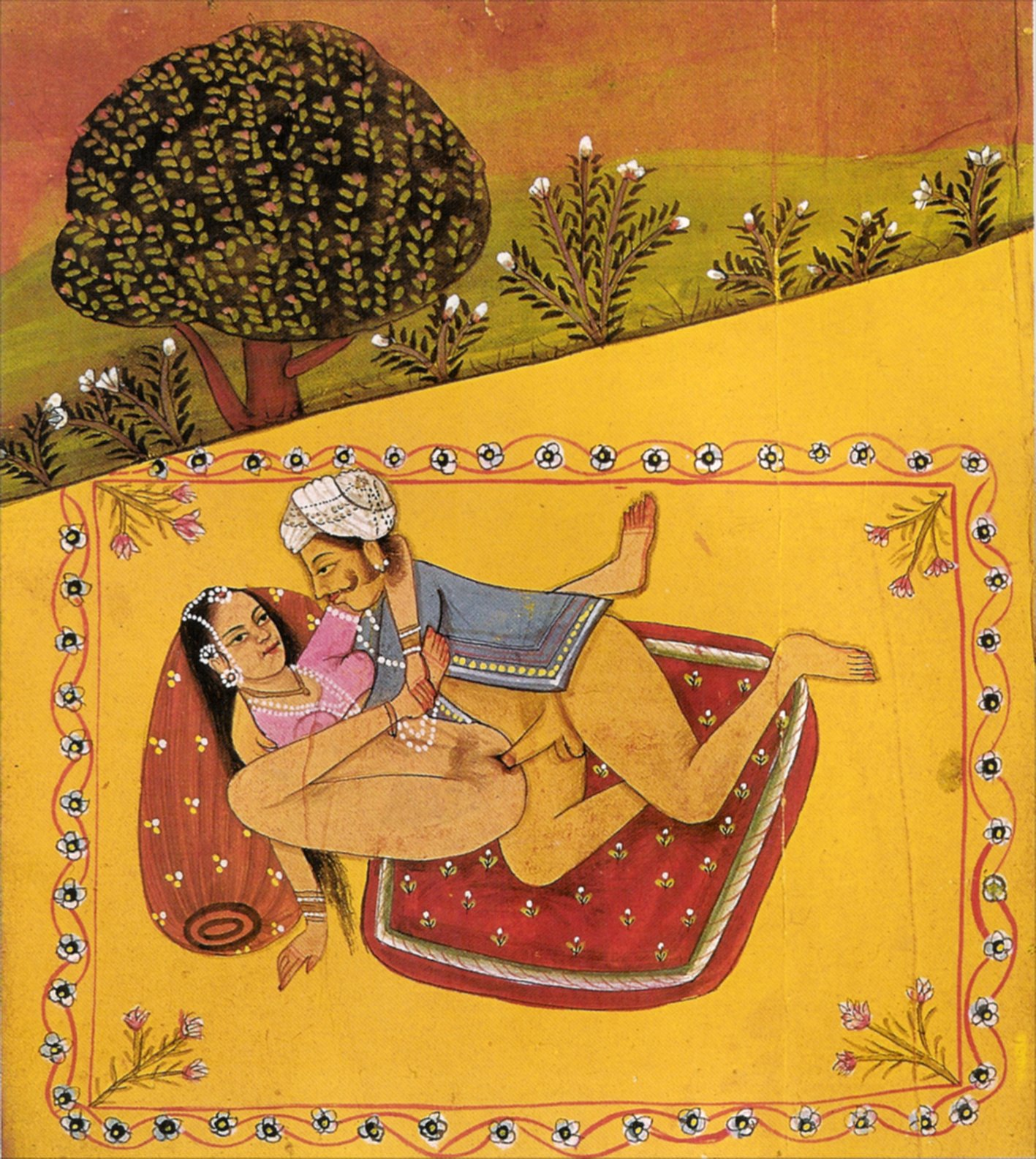
La position du missionnaire dans le livre du Kamasutra.
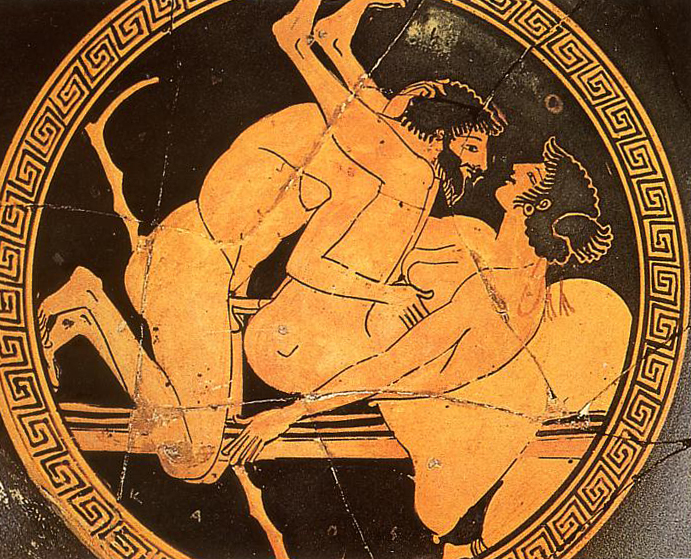
La position du missionnaire représenté sur un kylix de la Grèce antique.
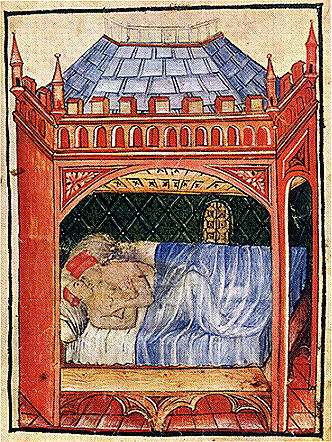
Une représentation du missionnaire au Moyen Âge.
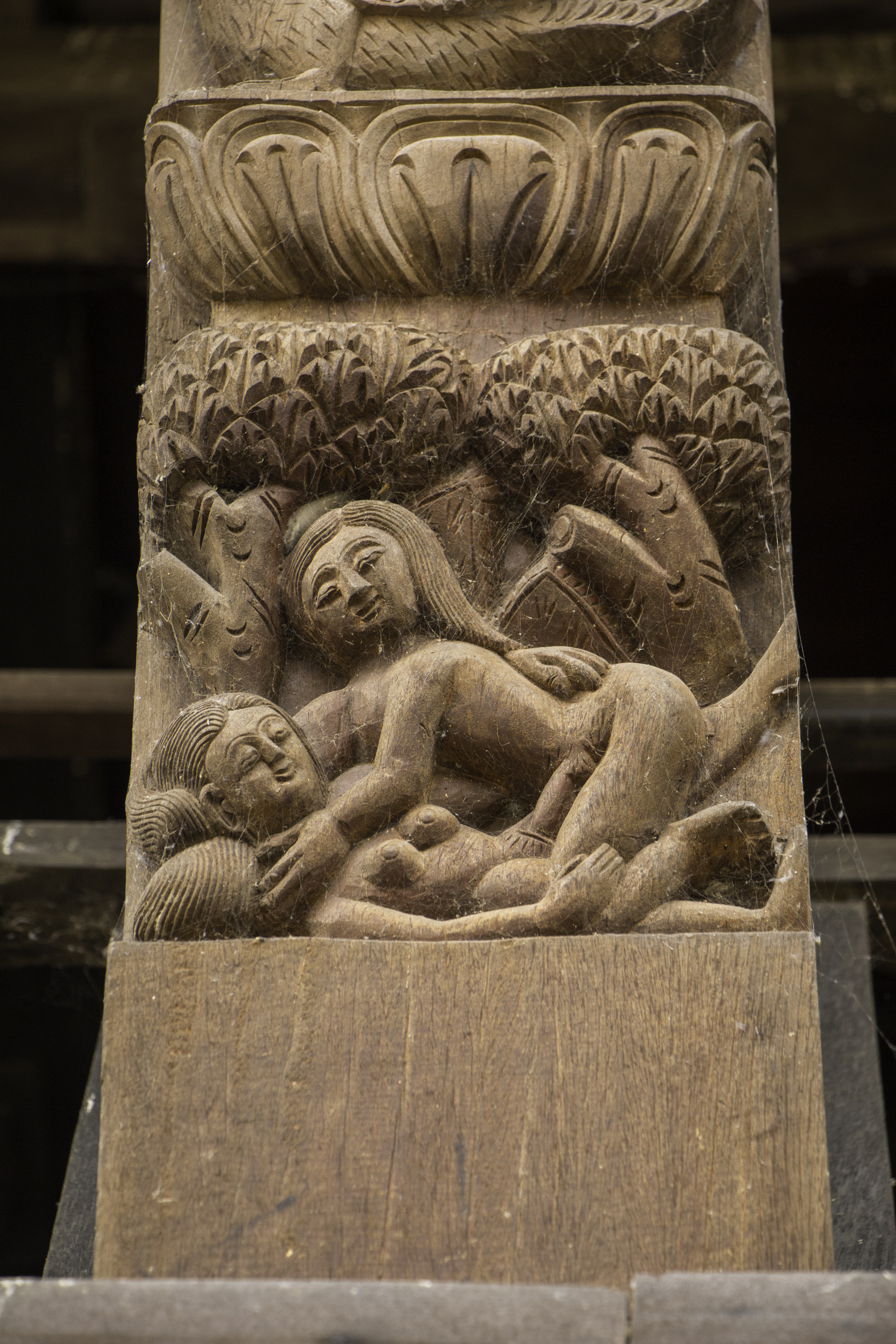
Représentation du missionnaire dans un temple au Népal.

## Intérêt dans un rapport hétérosexuel

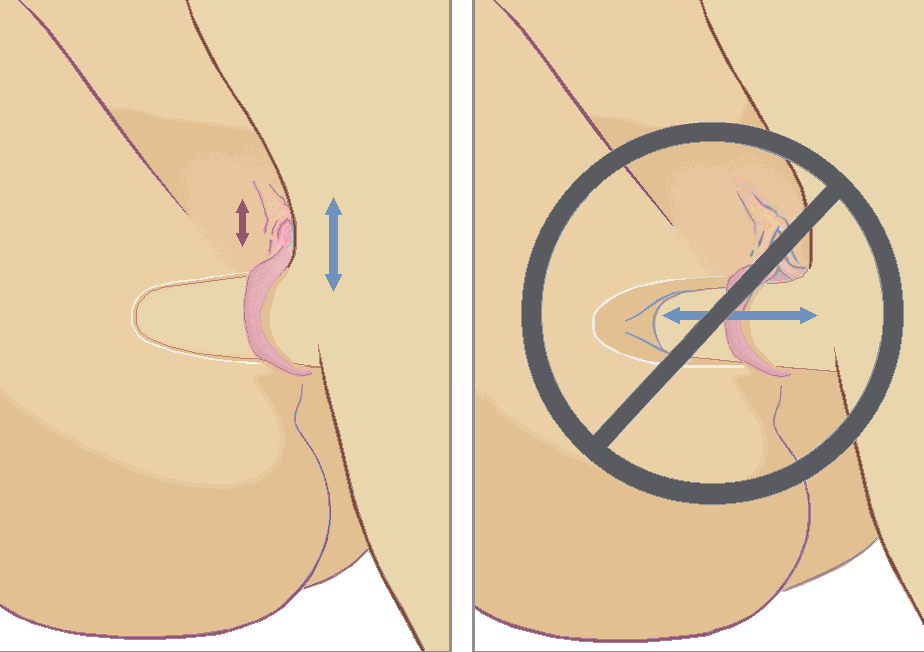
« Rocking ».

Dans cette position, les deux partenaires peuvent se regarder et s'embrasser. Elle permet également de varier l'angle de la pénétration et offre la possibilité d'une stimulation du clitoris par la base du pénis.
Pour un homme, faire entrer et sortir le pénis au cours d'un rapport vaginal est généralement suffisant pour atteindre l'orgasme assez vite. Étant donné que le clitoris n'est pas continuellement stimulé par ces mouvements du pénis dans la position du missionnaire, mais n'est que brièvement touché, les femmes ont découvert la technique du mouvement de « rocking ». Une étude portant sur plus de 3 000 femmes américaines a révélé que 76% des femmes utilisent cette technique parce qu'elles trouvent sexuellement excitant de frotter leur clitoris contre la base du pénis alors que celui-ci est dans leur vagin et bouge à peine. C'est l'une des techniques qui permet à l'homme d'atténuer la montée de sa courbe d'excitation, car le pénis subit très peu de friction. À moins qu'il ne souffre d'une éjaculation précoce, il peut l'utiliser pour s'empêcher d'avoir un orgasme et favoriser en même temps la montée de la courbe d'excitation chez la femme.
La technique a été examinée conjointement avec un mouvement particulier chez les hommes, appelé Coital alignment technique (CAT) dans des études qui ont montré que certains symptômes de dysfonctionnement sexuel, considérés comme pathologiques, sont dus à des techniques de rapports sexuels inefficaces. La CAT a permis d'améliorer la régularité et l'intensité des orgasmes chez les femmes. La CAT implique que l'homme assiste l'action des mouvements pelviens de la femme en créant une contre-pression avec son pénis et son os pubien pour correspondre à son rythme,,.
Dans les années 1960, est développée la méthode de Shettles, technique de choix du sexe du bébé basée sur les dates des rapports sexuels et la position sexuelle : la position du missionnaire augmenterait les chances de concevoir une fille.

## Dans le règne animal
La position du missionnaire est également appelée position « ventro-ventrale ». Son usage est décrit chez les chimpanzés bonobos.
Chez certains mammifères marins comme les dauphins, ce type de copulation est réalisé en mode vertical, ventre contre ventre, ou bien côte à côte, légèrement inclinés, flanc contre flanc, ce qui la différencie de la position du missionnaire qui se réalise horizontalement.
On a longtemps cru que l'ours la pratiquait aussi, mais ce n'est pas le cas.